# Slavomír Čermák
Slavomír Čermák (* 28. března 1952 Nový Bydžov) je sochař, medailér, šperkař a vysokoškolský pedagog.

## Život
Slavomír Čermák v letech 1967-1971 absolvoval Uměleckoprůmyslovou školu sklářskou v Železném Brodě a poté v letech 1972-1978 studoval na Vysoké škole uměleckoprůmyslové v Praze v ateliéru sochařství u prof. Josefa Malejovského a v ateliéru kov a šperk prof. Josefa Soukupa. Od roku 1978 do roku 1990 působil jako asistent a později docent pro sklo, glyptiku a šperk na Vysoké škole uměleckoprůmyslové v Praze. V letech 1986 - 1987 byl na studijním pobytu na École nationale supérieure des Beaux-Arts (ENSBA) v Paříži u Jeana Asselbergse. Po odchodu z VŠUP se věnoval volné tvorbě a spolupracoval s některými podniky, např. firmou Moser.
Zúčastnil se sympozií Šperk a drahokam v Turnově (1984, 1986), symposia smaltu v Limoges (1988) a Český granát v Turnově (1998). Na Mezinárodních výstavách bižuterie v Jablonci nad Nisou byl oceněn bronzovou medailí (1974), medailí (1983) a diplomem (1987).

## Dílo
Slavomír Čermák ve své tvorbě zúročil sklářské vzdělání v Železném Brodě i ve šperkařském ateliéru na VŠUP. Jeho insignie, medaile i šperky se vyznačují precizností a dokonalým zvládnutím zlatnických technik. Vytvořil kolekce broží a závěsků s českými granáty a citríny, nebo prsteny osazené granáty. Ve stříbrných jehlicích a sponách do klopy pro muže, pro které byly předlohou abstrahované čínské znaky, používal zdobení smaltem. Roku 1988 byl pozván na emailérské symposium v Limoges, kde vytvořil velkoryse koncipované náramky zdobené barevnými smalty.
Šperkařské sympozium Český granát a drahokamy v moderním šperku v Turnově roku 1984 se vyznačovalo snahou o nekonvenční volná díla, která se nebránila kombinacím granátů s kameny zcela odlišných barev. Slavomír Čermák zde vytvořil vlnkovité přívěsky zdobené granáty a doplněné hematitem.
Čermák je autorem „Ceny CSMS za významné zásluhy v mikroskopii“, kterou obdrželi Prof. Armín Delong a Prof. Mojmír Petráň a insignií Zahradnické fakulty Mendelovy univerzity v Brně.

### Zastoupení ve sbírkách
- Uměleckoprůmyslové museum v Praze
- Moravská galerie v Brně[11]
- Muzeum Českého ráje Turnov
- Severočeské muzeum v Liberci
- Muzeum skla a bižuterie v Jablonci nad Nisou

### Výstavy

#### Autorské
- 1985 Jaroslava Bloudková, Slavomír Čermák, Ludmila Kaprasová: Textil, šperk, krajka, Galerie Centrum, Praha
- 1994 Státní galerie výtvarného umění Náchod (s Z. Kočvarem)
- 1995 ÚLUV Praha (s. Z. Hrabovou)

#### Kolektivní (výběr)
- 1979 Užité umění mladých '79, Mánes, Praha
- 1980 Výtvarní umělci k 35. výročí osvobození Československa Sovětskou armádou, Praha
- 1983 Výtvarní umělci životu a míru. Výstava malířství, sochařství, grafiky a užitého umění k 35. výročí Vítězného února, Praha
- 1983 Súčasný československý umelecký šperk, Galéria Miloša Alexandra Bazovského v Trenčíne
- 1983 Český šperk 1963-1983, Středočeské muzeum, Roztoky (Praha-západ)
- 1985 Současný československý email, Atrium na Žižkově - koncertní a výstavní síň, Praha
- 1985 Vyznání životu a míru. Přehlídka československého výtvarného umění k 40. výročí osvobození Československa Sovětskou armádou, Praha, Dom kultúry, Bratislava
- 1987 Užité umění výtvarných umělců do 35 let, Mánes, Praha
- 1987 Současná česká medaile a plaketa, Mánes, Praha
- 1987 Salon des artistes francais ´87, Paříž
- 1988 L´art de l´email, Limoges
- 1988 Praha - Paříž: Umění a umělci na československé a francouzské medaili XX. století, Valdštejnská jízdárna, Praha
- 1989 Jozef Soukup a jeho žáci, Galerie Václava Špály, Praha
- 1990 Kov a šperk: Oborová výstava, Galerie Václava Špály, Praha
- 1991 Všeobecná československá výstava, Výstaviště, Praha
- 1993 Kov - šperk 1993, Dům umění města Brna, Brno (Brno-město)
- 1996 Česká medaile 1987 / 1996, Pražský hrad, Starý královský palác, Praha
- 1996 Český granát ve špercích, Moravská galerie v Brně
- 1997 Studio Moser, Strahovský klášter, Praha
- 1998 Historie a současnost DUV Granát, Turnov

### Katalogy
- Dušan Šindelář, Užité umění mladých ’79, ČSVU 1979
- Výtvarní umělci k 35. výročí osvobození Československa Sovětskou armádou (Přehlídka československého výtvarného umění 1980), SČVU 1980
- Výtvarní umělci životu a míru (Výstava malířství, sochařství, grafiky a užitého umění k 35. výročí Vítězného února), SČVU 1983
- Věra Vokáčová, Marián Kvasnička, Súčasný československý umelecký šperk, Galéria Miloša Alexandra Bazovského v Trenčíne 1983
- Věra Vokáčová, Český šperk 1963-1983, Středočeské muzeum, Roztoky 1983
- Vyznání životu a míru (Přehlídka Československého výtvarného umění k 40. Výročí osvobození Československa Sovětskou armádou), SČVU 1985
- Věra Vokáčová, Současný československý email, Atrium na Žižkově - koncertní a výstavní síň, Praha 1985
- Ondřej J. Sekora: Jaroslava Bloudková, Slavomír Čermák, Ludmila Kaprasová: Textil, šperk, krajka, Dílo 1985
- Václav Procházka, Současná česká medaile a plaketa (Přehlídka prací z let 1979-1986), SČVU 1987
- Jiří Karbaš, Z ateliérů medailérů, SČVU 1987
- Sylva Petrová, Užité umění výtvarných umělců do 35 let, SČVU 1987
- Jiří Kotalík, Maurice Cahart, Praha - Paříž (Umění a umělci na československé a francouzské medaili XX. století), Národní galerie v Praze 1988
- Antonín Langhamer, Jozef Soukup a jeho žáci, SČVU 1989
- Věra Vokáčová, Kov a šperk: Oborová výstava, Unie výtvarných umělců České republiky 1990
- Ladislav Kesner, Alena Křížová, Zdeňka Míková, Věra Němečková, Česká medaile 1987 / 1996, Správa Pražského hradu 1996
- Miroslav Cogan, Deset dní - deset let (katalog sympozií Turnov), 1998
- Vladimír Mertlík, Evropský autorský šperk / Jewellery of Europe, Nadační fond Podepsáno srdcem, Agency Prague Cherry, spol. s.r.o., 2008

### Souborné publikace
- Margueritte de Cerval, Dictionnaire International du Bijou, Paris 1998 (s. 117)
- Alena Křížová, Proměny českého šperku na konci 20. století, Academia, Praha 2002, ISBN 80-200-0920-5
- Olga Orságová, český granátový šperk ve 20. století, diplomová práce, KDU, FF UP Olomouc 2011 on line